# Copa del Rey de fútbol 2015-16
La Copa del Rey de Fútbol 2015-16 fue la 112.ª edición de dicha competición española. Cuenta con la participación de los equipos de Primera, Segunda, Segunda B y tercera división, excepto los equipos filiales de otros clubes aunque jueguen en dichas categorías. El torneo empezó el 2 de septiembre de 2015 y finalizó el 22 de mayo de 2016.
Decimosexto trofeo en posesión en disputa.

## Equipos clasificados
Disputan la Copa del Rey 2015–16, habiendo sellado su presencia en función de su clasificación en las cuatro primeras categorías del sistema de ligas en la temporada 2014/15, y partiendo de determinadas rondas según su categoría en la correspondiente campaña, los siguientes equipos:

### Primera división
Los veinte equipos participantes de la primera división 2014/15:
| - U. D. Almería - Athletic Club - Club Atlético de Madrid - F. C. Barcelona - R. C. Celta de Vigo - Córdoba C. F. - R. C. Deportivo de La Coruña - S. D. Eibar - R. C. D. Espanyol - Elche C. F. | - Getafe C. F. - Granada C. F. - Levante U. D. - Málaga C. F. - Rayo Vallecano de Madrid - Real Madrid C. F. - Real Sociedad de Fútbol - Sevilla F. C. - Valencia C. F. - Villarreal C. F. |

### Segunda división
Veintiún equipos participantes de la Segunda División 2014/15 (excluido el Fútbol Club Barcelona 'B' como equipo filial):
| - Albacete Balompié - A. D. Alcorcón - Deportivo Alavés - Girona F. C. - U. D. Las Palmas - C. D. Leganés - U. E. Llagostera - C. D. Lugo - R. C. D. Mallorca - C. D. Mirandés - Real Betis Balompié | - C. D. Numancia de Soria - C. A. Osasuna - S. D. Ponferradina - Real Racing Club de Santander - R. C. Recreativo de Huelva - C. E. Sabadell F. C. - Real Sporting de Gijón - C. D. Tenerife - Real Valladolid C. F. - Real Zaragoza |

### Segunda División B
Veinticuatro equipos de Segunda División B 2014/15: los cuatro mejores clasificados en cada uno de los cuatro grupos, exceptuando los equipos filiales, además de los ocho clubes con mayor puntuación, sin distinción de grupos.
| - C. D. Alcoyano - Barakaldo C. F. - Cádiz C. F. - S. D. Compostela - Cultural y Deportiva Leonesa - Gimnàstic de Tarragona - C. D. Guadalajara - C. D. Guijuelo - Hércules C. F. - S. D. Huesca - Huracán Valencia C. F. - R. B. Linense | - Club Lleida Esportiu - U. D. Logroñés - U. D. Melilla - Real Murcia C. F. - Real Oviedo - Racing Club de Ferrol - Real Unión Club - C. F. Reus Deportiu - C. D. Tudelano - U. D. Socuéllamos - UCAM Murcia C. F. - C. F. Villanovense |

### Tercera división
Los dieciocho equipos campeones de los grupos de tercera división 2014/15 (en caso de que un equipo filial sea campeón de su grupo la plaza se adjudica al equipo no filial mejor clasificado exceptuando si el primer equipo de dicho filial jugara en Segunda División B y no se clasificara para la copa del rey en cuyo caso iría el primer equipo ).
| - Pontevedra C. F. - Condal Club - S. D. Laredo - Club Portugalete - F. C. Ascó - C. D. Castellón - C. F. Rayo Majadahonda - Arandina C. F. - Linares Deportivo | - Algeciras C. F. - S. D. Formentera - C. D. Mensajero - F. C. Jumilla - Mérida A. D. - Peña Sport F. C. - C. D. Varea - C. D. Ebro - C. F. Talavera de la Reina |

## Primera ronda
Disputaron la primera ronda del torneo los cuarenta y dos equipos de Segunda División B y tercera división, de los cuales seis quedaron exentos. La eliminatoria se decidió a partido único el 2 de septiembre de 2015, en el campo de los clubes cuyas bolas del sorteo fueron extraídas en primer lugar.
| Local                | Resultado        | Visitante                    |
| -------------------- | ---------------- | ---------------------------- |
| Condal Club          | 1-4              | Arandina C. F.               |
| C. D. Tudelano       | 3-2              | S. D. Compostela             |
| C. D. Laredo         | 2-0              | Real Racing Club             |
| C. D. Guijuelo       | 1-0              | Pontevedra C. F.             |
| C. D. Varea          | 2-3              | Cultural y Deportiva Leonesa |
| C. D. Guadalajara    | 0-2              | C. F. Talavera de la Reina   |
| C. D. Ebro           | 2-2 (pen. 4 - 3) | Real Unión Club              |
| U. D. Socuéllamos    | 2-1              | Club Portugalete             |
| C. D. Mensajero      | 2-0              | C. F. Rayo Majadahonda       |
| C. E. Sabadell F. C. | 1-1 (pen. 2 - 4) | 'C. D. Castellón'            |
| C. D. Alcoyano       | 1-2              | S. D. Formentera             |
| Club Lleida Esportiu | 3-1              | Hércules C. F.               |
| C. F. Reus Deportiu  | 2-0              | F. C. Ascó                   |
| U. D. Melilla        | 0-1              | 'Algeciras C. F.'            |
| R. B. Linense        | 1-0              | R. C. Recreativo de Huelva   |
| Real Murcia C. F.    | 0-1              | Cádiz C. F.                  |
| Linares Deportivo    | 2-1              | F. C. Jumilla                |
| Mérida A. D.         | 0-3              | Peña Sport F. C.             |

Clubes exentos: Barakaldo C. F., UCAM Murcia C. F., C. F. Villanovense, Racing Club de Ferrol, U. D. Logroñés y Huracán Valencia C. F..

## Segunda ronda
La segunda ronda del torneo la disputaron los dieciocho vencedores de la primera ronda, los seis equipos exentos de la misma y los veintiún equipos de Segunda División. Hubo un equipo que quedó exento, y los equipos de Segunda debían, obligatoriamente, enfrentarse entre sí. La eliminatoria se jugó a partido único el 9 de septiembre de 2015. El club exento de jugar la eliminatoria es el Real Zaragoza.
|                            | Resultado      | Visitante                    |
| -------------------------- | -------------- | ---------------------------- |
| C. D. Mensajero            | 0-1            | Cádiz C. F.                  |
| C. F. Talavera de la Reina | 0-2            | R. B. Linense                |
| U. D. Logroñés             | 2-1            | Linares Deportivo            |
| C. D. Ebro                 | 1-0            | C. D. Tudelano               |
| UCAM Murcia C. F.          | 2-1            | Algeciras C. F.              |
| Club Lleida Esportiu       | 2-0            | C. D. Guijuelo               |
| Huracán Valencia C. F.     | 2-0            | U. D. Socuéllamos            |
| Arandina C. F.             | 2-4            | C. F. Reus Deportiu          |
| C. D. Laredo               | 3-1            | Cultural y Deportiva Leonesa |
| Barakaldo C. F.            | 3-1            | S. D. Formentera             |
| Racing Club de Ferrol      | 1-0            | C. D. Castellón              |
| C. F. Villanovense         | 3-2            | Peña Sport F.C.              |
| R. C. D. Mallorca          | 0-2            | S. D. Huesca                 |
| Gimnàstic de Tarragona     | 2-2 (pen. 5-4) | Girona F. C.                 |
| C. D. Leganés              | 2-0            | C. D. Tenerife               |
| Córdoba C. F.              | 0-1            | C. D. Lugo                   |
| C. D. Mirandés             | 1-2            | Club Atlético Osasuna        |
| Real Oviedo                | 2-1            | Real Valladolid C. F.        |
| U. E. Llagostera           | 2-1            | Albacete Balompié            |
| A. D. Alcorcón             | 0-1            | S. D. Ponferradina           |
| U. D. Almería              | 3-3 (pen. 4-3) | Elche C. F.                  |
| C. D. Numancia de Soria    | 0-1            | Deportivo Alavés             |

Club exento: Real Zaragoza
El Osasuna fue eliminado de la Copa del Rey por el juez de competición debido a una alineación indebida del jugador Unai García (Osasuna), que debía cumplir sanción por acumulación de tarjetas amarillas en la pasada edición de este torneo. Se clasificó el Mirandés.

## Tercera ronda
Disputaron la tercera ronda del torneo los veintidós vencedores de la segunda ronda y el exento de la misma. El sorteo se celebró el 18 de septiembre de 2015 en la Ciudad del Fútbol de Las Rozas. Los equipos de Segunda División se enfrentaron uno al otro y equipos de Segunda División B y Tercera División se enfrentaron entre ellos. La eliminatoria se decidió a partido único el 14 y el 15 de octubre de 2015, en el campo de los clubes cuyas bolas del sorteo fueron extraídas en primer lugar.

### Partido único
| 14 de octubre de 2015, 20:30                                | Cádiz C.F. | 1:0 (0:0) | C.D. Laredo | Ramón de Carranza, Cádiz   |                            |
|                                                             | Salvi 89'  | Reporte   |             | Árbitro(s): Escudero Marín | Árbitro(s): Escudero Marín |
| Se clasifica el Cádiz C. F. con un resultado global de 1:0. |            |           |             |                            |                            |

| 14 de octubre de 2015, 20:30                                 | U.D. Almería             | 2:1 (1:0) | Gimnàstic de Tarragona | Juegos Mediterráneos, Almería |                          |
|                                                              | Soriano 13' · Quique 74' | Reporte   | De Groot 90+1'         | Árbitro(s): Valdés Aller      | Árbitro(s): Valdés Aller |
| Se clasifica el U.D. Almería con un resultado global de 2:1. |                          |           |                        |                               |                          |

| 14 de octubre de 2015, 20:30                                  | C. D. Leganés                     | 3:1 (2:0) | Deportivo Alavés | Municipal de Butarque, Leganés |                          |
|                                                               | Gabriel 5' · Íñigo 12' · Peña 62' | Reporte   | Laguardia 65'    | Árbitro(s): Pérez Pallas       | Árbitro(s): Pérez Pallas |
| Se clasifica el C. D. Leganés con un resultado global de 3:1. |                                   |           |                  |                                |                          |

| 14 de octubre de 2015, 20:30                                   | Barakaldo C. F. | 1:0 (1:0) | Huracán C.F. | Estadio de Lasesarre, Baracaldo |                              |
|                                                                | Arroyo 16'      | Reporte   |              | Árbitro(s): Álvarez Borbolla    | Árbitro(s): Álvarez Borbolla |
| Se clasifica el Barakaldo C.F. con un resultado global de 1:0. |                 |           |              |                                 |                              |

| 14 de octubre de 2015, 20:30                                                                    | Reus Deportiu                | 2:1 (1:1) (1:1) (t. s.) | Lleida Esportiu | Camp Nou Municipal, Reus   |                            |
|                                                                                                 | Vitor Emanuel 6' · Edgar 96' | Reporte                 | Bosch 22'       | Árbitro(s): Bosch Domènech | Árbitro(s): Bosch Domènech |
| Se clasifica el Reus Deportiu con un resultado global de 2:1, después de disputar una prórroga. |                              |                         |                 |                            |                            |

| 14 de octubre de 2015, 20:30                                                                    | Real Oviedo           | 2:3 (2:2) (0:1) (t. s.) | C.D. Mirandés     | Estadio Carlos Tartiere, Oviedo |                              |
|                                                                                                 | Koné 72' · Verdés 88' | Reporte                 | Prats 3' 69' 104' | Árbitro(s): Figueroa Vázquez    | Árbitro(s): Figueroa Vázquez |
| Se clasifica el C.D. Mirandés con un resultado global de 2:3, después de disputar una prórroga. |                       |                         |                   |                                 |                              |

| 14 de octubre de 2015, 20:45                                                                             | U.D. Logroñés                          | 2:2 (2:2) (1:0) (t. s.)(5:4 p.) | UCAM Murcia                              | Las Gaunas, Logroño      |                          |
| | Carlos 44' · Titi 60'                  | Reporte                         | Pallarés 66' · Góngora 84'               | Árbitro(s): Vila Sánchez | Árbitro(s): Vila Sánchez |
| |                                        | Tiros desde el punto penal      |                                          |                          |                          |
| | Álvaro · Rico · Alegre · León · Santos |                                 | Góngora · Rubio · Remón · Dani · Aguilar |                          |                          |
| Se clasifica el U.D. Logroñés con un resultado global de 2:2, después de disputar una tanda de penaltis. |                                        |                                 |                                          |                          |                          |

| 14 de octubre de 2015, 21:00                                  | R. B. Linense         | 2:0 (2:0) | C.D. Ebro | Estadio municipal de La Línea, La Línea de la Concepción |                              |
|                                                               | Mauri 1' · Damián 42' | Reporte   |           | Árbitro(s): Conejero Sánchez                             | Árbitro(s): Conejero Sánchez |
| Se clasifica el R. B. Linense con un resultado global de 2:0. |                       |           |           |                                                          |                              |

| 14 de octubre de 2015, 21:00                                       | C. F. Villanovense     | 2:1 (1:1) | Racing Club de Ferrol | Romero Cuerda, Villanueva de la Serena |                           |
|                                                                    | Elías 25' (pen.) 90+1' | Reporte   | Golo 14'              | Árbitro(s): Chavet García              | Árbitro(s): Chavet García |
| Se clasifica el C. F. Villanovense con un resultado global de 2:1. |                        |           |                       |                                        |                           |

| 15 de octubre de 2015, 20:30                                    | Real Zaragoza | 1:2 (1:1) | U.E. Llagostera      | Estadio La Romareda, Zaragoza |                            |
|                                                                 | Ángel 43'     | Reporte   | Benja 13' · Ríos 89' | Árbitro(s): Piñeiro Crespo    | Árbitro(s): Piñeiro Crespo |
| Se clasifica el U.E. Llagostera con un resultado global de 2:1. |               |           |                      |                               |                            |

| 15 de octubre de 2015, 20:30                                                                        | S.D. Ponferradina | 1:0 (0:0) (0:0) (t. s.) | C.D. Lugo | Estadio El Toralín, Ponferrada |                           |
| | Yuri 106'         | Reporte                 |           | Árbitro(s): Areces Franco      | Árbitro(s): Areces Franco |
| Se clasifica el S.D. Ponferradina con un resultado global de 1:0, después de disputar una prórroga. |                   |                         |           |                                |                           |

## Fase final
El sorteo de la ronda de dieciseisavos de final se llevó a cabo el 16 de octubre de 2015, en la Ciudad del Fútbol de Las Rozas. En esta ronda, todos los equipos de primera división entran en la competición.
El sorteo de los 16 emparejamientos será de la siguiente manera: los seis equipos restantes que participan en Segunda División B y tercera división se enfrentarán a los equipos que se clasificaron para las competiciones europeas, esto es: cuatro equipos de (Segunda B y Tercera) se enfrentarán a cuatro equipos de Champions y los dos equipos restantes se sortearán en la misma forma con los equipos de Europa League. El equipo restante enfrentará a un equipo de Segunda División. Los cinco equipos restantes serán sorteados contra cinco equipos de los trece restantes equipos de la Primera División. Los ocho equipos restantes de la Liga se enfrentarán entre sí. En los partidos de los equipos con diferentes niveles de Liga, jugará en casa el partido de ida el equipo de nivel inferior. Esta regla también se aplicará en la Ronda de octavos de final, pero no para los cuartos de final y semifinales, cuyo orden será a partir del orden de sorteo.
| Dieciseisavos de final | Dieciseisavos de final | Dieciseisavos de final | Dieciseisavos de final |  |                    | Octavos de final | Octavos de final | Octavos de final | Octavos de final |  |  | Cuartos de final   | Cuartos de final | Cuartos de final | Cuartos de final |  |  | Semifinales        | Semifinales | Semifinales | Semifinales |  |  | Final           | Final |
|                        |                        |                        |                        |  |                    |                  |                  |                  |                  |  |  |                    |                  |                  |                  |  |  |                    |             |             |             |  |  |                 |       |
| Linense                | 0                      | 0                      | 0                      |  |                    |                  |                  |                  |                  |  |  |                    |                  |                  |                  |  |  |                    |             |             |             |  |  |                 |       |
| Athletic Club          | 2                      | 6                      | 8                      |  |                    | Athletic Club    | 3                | 1                | 4                |  |  |                    |                  |                  |                  |  |  |                    |             |             |             |  |  |                 |       |
| S. D. Huesca           | 3                      | 0                      | 3                      |  | Villarreal C. F.   | 2                | 0                | 2                |                  |  |  |                    |                  |                  |                  |  |  |                    |             |             |             |  |  |                 |       |
| Villarreal C. F.       | 2                      | 2                      | 4                      |  |                    |                  |                  |                  |                  |  |  | Athletic Club      | 1                | 1                | 2                |  |  |                    |             |             |             |  |  |                 |       |
| C. F. Villanovense     | 0                      | 1                      | 1                      |  |                    |                  |                  |                  |                  |  |  | F. C. Barcelona    | 2                | 3                | 5                |  |  |                    |             |             |             |  |  |                 |       |
| F. C. Barcelona        | 0                      | 6                      | 6                      |  |                    | F. C. Barcelona  | 4                | 2                | 6                |  |  |                    |                  |                  |                  |  |  |                    |             |             |             |  |  |                 |       |
| Levante U. D.          | 1                      | 1                      | 2                      |  | R. C. D. Español   | 1                | 0                | 1                |                  |  |  |                    |                  |                  |                  |  |  |                    |             |             |             |  |  |                 |       |
| R. C. D. Español       | 1                      | 2                      | 3                      |  |                    |                  |                  |                  |                  |  |  |                    |                  |                  |                  |  |  | F. C. Barcelona    | 7           | 1           | 8           |  |  |                 |       |
| Barakaldo C. F.        | 1                      | 0                      | 1                      |  |                    |                  |                  |                  |                  |  |  |                    |                  |                  |                  |  |  | Valencia C. F.     | 0           | 1           | 1           |  |  |                 |       |
| Valencia C. F.         | 3                      | 2                      | 5                      |  |                    | Valencia C. F.   | 4                | 3                | 7                |  |  |                    |                  |                  |                  |  |  |                    |             |             |             |  |  |                 |       |
| C. D. Leganés          | 2                      | 0                      | 2                      |  | Granada C. F.      | 0                | 0                | 0                |                  |  |  |                    |                  |                  |                  |  |  |                    |             |             |             |  |  |                 |       |
| Granada C. F.          | 1                      | 1                      | 2                      |  |                    |                  |                  |                  |                  |  |  | Valencia C. F.     | 1                | 1                | 2                |  |  |                    |             |             |             |  |  |                 |       |
| S. D. Ponferradina     | 3                      | 0                      | 3                      |  |                    |                  |                  |                  |                  |  |  | U. D. Las Palmas   | 1                | 0                | 1                |  |  |                    |             |             |             |  |  |                 |       |
| S. D. Éibar            | 0                      | 4                      | 4                      |  |                    | S. D. Eibar      | 2                | 2                | 4                |  |  |                    |                  |                  |                  |  |  |                    |             |             |             |  |  |                 |       |
| U. D. Las Palmas       | 2                      | 1                      | 3                      |  | U. D. Las Palmas   | 3                | 3                | 6                |                  |  |  |                    |                  |                  |                  |  |  |                    |             |             |             |  |  |                 |       |
| Real Sociedad          | 1                      | 1                      | 2                      |  |                    |                  |                  |                  |                  |  |  |                    |                  |                  |                  |  |  |                    |             |             |             |  |  | F. C. Barcelona | 2     |
| Real Betis             | 2                      | 3                      | 5                      |  |                    |                  |                  |                  |                  |  |  |                    |                  |                  |                  |  |  |                    |             |             |             |  |  | Sevilla F. C.   | 0     |
| Sporting de Gijón      | 0                      | 3                      | 3                      |  |                    | Real Betis       | 0                | 0                | 0                |  |  |                    |                  |                  |                  |  |  |                    |             |             |             |  |  |                 |       |
| U. D. Logroñés         | 0                      | 0                      | 0                      |  | Sevilla F. C.      | 2                | 4                | 6                |                  |  |  |                    |                  |                  |                  |  |  |                    |             |             |             |  |  |                 |       |
| Sevilla F. C.          | 3                      | 2                      | 5                      |  |                    |                  |                  |                  |                  |  |  | Sevilla F. C.      | 2                | 3                | 5                |  |  |                    |             |             |             |  |  |                 |       |
| C. D. Mirandés         | 2                      | 1                      | 3                      |  |                    |                  |                  |                  |                  |  |  | C. D. Mirandés     | 0                | 0                | 0                |  |  |                    |             |             |             |  |  |                 |       |
| Málaga C. F.           | 1                      | 0                      | 1                      |  |                    | C. D. Mirandés   | 1                | 3                | 4                |  |  |                    |                  |                  |                  |  |  |                    |             |             |             |  |  |                 |       |
| U. E. Llagostera       | 1                      | 1                      | 2                      |  | R.C. Deportivo     | 1                | 0                | 1                |                  |  |  |                    |                  |                  |                  |  |  |                    |             |             |             |  |  |                 |       |
| R. C. Deportivo        | 2                      | 1                      | 3                      |  |                    |                  |                  |                  |                  |  |  |                    |                  |                  |                  |  |  | Sevilla F. C.      | 4           | 2           | 6           |  |  |                 |       |
| Cádiz C. F.            | 1                      | -                      | 3                      |  |                    |                  |                  |                  |                  |  |  |                    |                  |                  |                  |  |  | R.C. Celta de Vigo | 0           | 2           | 2           |  |  |                 |       |
| Real Madrid C. F.      | 3                      | -                      | 0                      |  |                    | Cádiz C. F.      | 0                | 0                | 0                |  |  |                    |                  |                  |                  |  |  |                    |             |             |             |  |  |                 |       |
| U. D. Almería          | 1                      | 0                      | 1                      |  | R.C. Celta de Vigo | 3                | 2                | 5                |                  |  |  |                    |                  |                  |                  |  |  |                    |             |             |             |  |  |                 |       |
| R. C. Celta de Vigo    | 3                      | 1                      | 4                      |  |                    |                  |                  |                  |                  |  |  | R.C. Celta de Vigo | 0                | 3                | 3                |  |  |                    |             |             |             |  |  |                 |       |
| Rayo Vallecano         | 2                      | 1                      | 3                      |  |                    |                  |                  |                  |                  |  |  | Atlético de Madrid | 0                | 2                | 2                |  |  |                    |             |             |             |  |  |                 |       |
| Getafe C.F.            | 0                      | 3                      | 3                      |  |                    | Rayo Vallecano   | 1                | 0                | 1                |  |  |                    |                  |                  |                  |  |  |                    |             |             |             |  |  |                 |       |
| C. F. Reus Deportiu    | 1                      | 0                      | 1                      |  | Atlético de Madrid | 1                | 3                | 4                |                  |  |  |                    |                  |                  |                  |  |  |                    |             |             |             |  |  |                 |       |
| Atlético de Madrid     | 2                      | 1                      | 3                      |  |                    |                  |                  |                  |                  |  |  |                    |                  |                  |                  |  |  |                    |             |             |             |  |  |                 |       |

## Dieciseisavos de final

### Ida
| 28 de octubre de 2015, 20:30 | C. F. Villanovense | 0:0 (0:0) | F. C. Barcelona | Romero Cuerda, Villanueva de la Serena                      |                                                             |
|                              |                    | Reporte   |                 | Asistencia: 10 000 espectadores Árbitro(s): Prieto Iglesias | Asistencia: 10 000 espectadores Árbitro(s): Prieto Iglesias |

| 1 de diciembre de 2015, 20:00 | C. F. Reus Deportiu | 1:2 (1:1) | Club Atlético de Madrid | Camp Nou Municipal, Reus                                      |                                                               |
|                               | Carbià 30'          | Reporte   | Vietto 37' · Saúl 63'   | Asistencia: 5 000 espectadores Árbitro(s): Fernández Borbalán | Asistencia: 5 000 espectadores Árbitro(s): Fernández Borbalán |

| 1 de diciembre de 2015, 21:00 | C. D. Leganés             | 2:1 (2:0) | Granada C. F. | Municipal de Butarque, Leganés                        |                                                       |
|                               | Guillermo 10' · Ramos 38' | Reporte   | Rico 74'      | Asistencia: 3 425 espectadores Árbitro(s): Clos Gómez | Asistencia: 3 425 espectadores Árbitro(s): Clos Gómez |

| 2 de diciembre de 2015, 21:00 | Barakaldo C. F. | 1:3 (1:1) | Valencia C. F.                             | Lasesarre, Vizcaya                                          |                                                             |
|                               | Arroyo 16'      | Reporte   | Cancelo 19' · Gayà 65' · Parejo 90' (pen.) | Asistencia: 6 000 espectadores Árbitro(s): Undiano Mallenco | Asistencia: 6 000 espectadores Árbitro(s): Undiano Mallenco |

| 2 de diciembre de 2015, 21:00 | U. D. Logroñés | 0:3 (0:2) | Sevilla F. C.                             | Las Gaunas, Logroño                                            |                                                                |
|                               |                | Reporte   | Coke 12' · Krohn-Dehli 38' · Immobile 57' | Asistencia: 5 134 espectadores Árbitro(s): Hernández Hernández | Asistencia: 5 134 espectadores Árbitro(s): Hernández Hernández |

| 2 de diciembre de 2015, 21:00 | U. D. Almería | 1:3 (1:2) | R. C. Celta de Vigo          | Juegos del Mediterráneo, Almería                       |                                                        |
|                               | Pozo 44'      | Reporte   | Aspas 16' 35' · Guidetti 74' | Asistencia: 3 798 espectadores Árbitro(s): Gil Manzano | Asistencia: 3 798 espectadores Árbitro(s): Gil Manzano |

| 2 de diciembre de 2015, 21:00 | U. E. Llagostera | 1:2 (1:0) | R. C. Deportivo de La Coruña | Estadi Municipal de Futbol Palamós-Costa Brava, Palamós     |                                                             |
|                               | Juanjo 22'       | Reporte   | Cartabia 61' · Riera 74'     | Asistencia: 1 805 espectadores Árbitro(s): Martínez Munuera | Asistencia: 1 805 espectadores Árbitro(s): Martínez Munuera |

| 2 de diciembre de 2015, 21:00 | Rayo Vallecano          | 2:0 (2:0) | Getafe C.F. | Estadio de Vallecas, Madrid                             |                                                         |
|                               | Bangoura 6' · Ebert 28' | Reporte   |             | Asistencia: 7 562 espectadores Árbitro(s): Melero López | Asistencia: 7 562 espectadores Árbitro(s): Melero López |

| 2 de diciembre de 2015, 21:00 | Real Betis                 | 2:0 (0:0) | Real Sporting de Gijón | Benito Villamarín, Sevilla                                  |                                                             |
|                               | Vadillo 47' · Vargas 90+3' | Reporte   |                        | Asistencia: 21 036 espectadores Árbitro(s): Vicandi Garrido | Asistencia: 21 036 espectadores Árbitro(s): Vicandi Garrido |

| 2 de diciembre de 2015, 22:00 | Cádiz C. F. | 1:3 (0:1) Anulado (3:0) | Real Madrid C. F.           | Ramón de Carranza, Cádiz                                         |                                                                  |
| | Márquez 88' | Reporte                 | Chéryshev 3' · Isco 65' 74' | Asistencia: 20 000 espectadores Árbitro(s): De Burgos Bengoetxea | Asistencia: 20 000 espectadores Árbitro(s): De Burgos Bengoetxea |
| Pese al resultado, el juez de competición da el partido por perdido al Real Madrid (3:0) y por resuelta la eliminatoria de dieciseisavos de final del Campeonato de España / Copa de S.M. el Rey a favor del Cádiz C. F., debido a una alineación indebida del jugador Denís Chéryshev (Real Madrid C. F.), que debía cumplir sanción por acumulación de tarjetas amarillas en la pasada edición de este torneo. El partido de vuelta, debido a la eliminación, no llegó a jugarse. El club madrileño debió abonar una multa de 6 001 €. Se clasifica el Cádiz C. F. por decisión del Comité de Competición, ratificada más tarde por el Tribunal Supremo |             |                         |                             |                                                                  |                                                                  |

| 3 de diciembre de 2015, 20:00 | R. B. Linense | 0:2 (0:2) | Athletic Club          | Municipal, La Línea de la Concepción                        |                                                             |
|                               |               | Reporte   | Sola 13' · Laporte 19' | Asistencia: 9 000 espectadores Árbitro(s): Velasco Carballo | Asistencia: 9 000 espectadores Árbitro(s): Velasco Carballo |

| 3 de diciembre de 2015, 21:00 | S. D. Huesca                                  | 3:2 (1:0) | Villarreal C. F.        | El Alcoraz, Huesca                                          |                                                             |
|                               | Fernández 3' · Mérida 53' (pen.) · Machís 75' | Reporte   | Leiva 51' · Bakambu 58' | Asistencia: 5 000 espectadores Árbitro(s): Del Cerro Grande | Asistencia: 5 000 espectadores Árbitro(s): Del Cerro Grande |

| 3 de diciembre de 2015, 21:00 | C. D. Mirandés          | 2:1 (1:0) | Málaga C. F.   | Municipal de Anduva, Miranda de Ebro                        |                                                             |
|                               | García 34' · Junior 68' | Reporte   | Santa Cruz 52' | Asistencia: 2 639 espectadores Árbitro(s): Sánchez Martínez | Asistencia: 2 639 espectadores Árbitro(s): Sánchez Martínez |

| 3 de diciembre de 2015, 21:00 | S. D. Ponferradina                            | 3:0 (2:0) | S. D. Eibar | El Toralín, Ponferrada                                 |                                                        |
|                               | Đorđević 11' · Jebor 26' · Khomchenovskyi 53' | Reporte   |             | Asistencia: 5 000 espectadores Árbitro(s): Jaime Latre | Asistencia: 5 000 espectadores Árbitro(s): Jaime Latre |

| 3 de diciembre de 2015, 21:00 | Levante U. D. | 1:1 (0:0) | R. C. D. Espanyol | Ciudad de Valencia, Valencia                                   |                                                                |
|                               | Roger 83'     | Reporte   | Sylla 68'         | Asistencia: 6 800 espectadores Árbitro(s): Iglesias Villanueva | Asistencia: 6 800 espectadores Árbitro(s): Iglesias Villanueva |

| 3 de diciembre de 2015, 22:00 | U. D. Las Palmas          | 2:1 (1:1) | Real Sociedad | Estadio de Gran Canaria, Las Palmas de Gran Canaria          |                                                              |
|                               | Asdrúbal 30' · Hernán 50' | Reporte   | Bruma 11'     | Asistencia: 9 963 espectadores Árbitro(s): Álvarez Izquierdo | Asistencia: 9 963 espectadores Árbitro(s): Álvarez Izquierdo |

### Vuelta
| 2 de diciembre de 2015, 20:00                                   | F. C. Barcelona                               | 6:1 (3:1) | C. F. Villanovense | Camp Nou, Barcelona                                       |                                                           |
|                                                                 | Alves 4' · Sandro 21' 31' 69' · Munir 51' 76' | Reporte   | Juan Francisco 29' | Asistencia: 67 703 espectadores Árbitro(s): Pérez Montero | Asistencia: 67 703 espectadores Árbitro(s): Pérez Montero |
| Se clasifica el F. C. Barcelona con un resultado global de 6:1. |                                               |           |                    |                                                           |                                                           |

| 15 de diciembre de 2015, 20:00                                               | R. C. Deportivo de La Coruña | 1:1 (0:0) | U. E. Llagostera | Riazor, La Coruña           |                             |
|                                                                              | Domínguez 69'                | Reporte   | López 79' (pen.) | Árbitro(s): Vicandi Garrido | Árbitro(s): Vicandi Garrido |
| Se clasifica el R. C. Deportivo de La Coruña con un resultado global de 3:2. |                              |           |                  |                             |                             |

| 15 de diciembre de 2015, 20:00                             | Real Sporting de Gijón                  | 3:3 (1:1) | Real Betis                           | El Molinón, Gijón             |                               |
|                                                            | Espinosa 14' · Halilović 47' 71' (pen.) | Reporte   | van Wolfswinkel 18' 83' · Cejudo 88' | Árbitro(s): González González | Árbitro(s): González González |
| Se clasifica el Real Betis con un resultado global de 5:3. |                                         |           |                                      |                               |                               |

| 15 de diciembre de 2015, 21:00                                | Sevilla F. C.            | 2:0 (2:0) | U. D. Logroñés | Ramón Sánchez-Pizjuán, Sevilla |                         |
|                                                               | Immobile 14' · Reyes 40' | Reporte   |                | Árbitro(s): Gil Manzano        | Árbitro(s): Gil Manzano |
| Se clasifica el Sevilla F. C. con un resultado global de 5:0. |                          |           |                |                                |                         |

| 15 de diciembre de 2015, 21:00                                    | R. C. D. Espanyol        | 2:1 (1:1) | Levante U. D. | Power8 Stadium, Barcelona    |                              |
|                                                                   | Burgui 15' · Caicedo 52' | Reporte   | Verza 8'      | Árbitro(s): Del Cerro Grande | Árbitro(s): Del Cerro Grande |
| Se clasifica el R. C. D. Espanyol con un resultado global de 3:2. |                          |           |               |                              |                              |

| 16 de diciembre de 2015, 20:00                                | Athletic Club                                                                                          | 6:0 (1:0) | R. B. Linense | San Mamés, Bilbao             |                               |
|                                                               | Óscar de Marcos 8' · Javier Eraso 49' · Etxeita 56' · Kike Sola 62' · Raúl García 66' · Mikel Rico 88' | Reporte   |               | Árbitro(s): Estrada Fernández | Árbitro(s): Estrada Fernández |
| Se clasifica el Athletic Club con un resultado global de 8:0. | |           |               |                               |                               |

| 16 de diciembre de 2015, 20:00                              | S. D. Eibar                                            | 4:0 (1:0) | S. D. Ponferradina | Ipurúa, Éibar          |                        |
|                                                             | Adrián 44' · Enrich 61' · Verdi 72' · Arruabarrena 84' | Reporte   |                    | Árbitro(s): Clos Gómez | Árbitro(s): Clos Gómez |
| Se clasifica la S. D. Eibar con un resultado global de 4:3. |                                                        |           |                    |                        |                        |

| 16 de diciembre de 2015, 20:00                                                                    | Getafe C. F.                                     | 3:1 (3:0) | Rayo Vallecano | Coliseum Alfonso Pérez, Getafe |                              |
|                                                                                                   | Pedro León 8' · Vergini 23' · Álvaro Vázquez 31' | Reporte   | Lass 51'       | Árbitro(s): Martínez Munuera   | Árbitro(s): Martínez Munuera |
| Se clasifica el Rayo Vallecano con un resultado global de 3:3, por la regla del gol de visitante. |                                                  |           |                |                                |                              |

| 16 de diciembre de 2015, 21:00                                 | Valencia C. F.        | 2:0 (2:0) | Barakaldo C. F. | Mestalla, Valencia       |                          |
|                                                                | Mina 8' · Negredo 31' | Reporte   |                 | Árbitro(s): Melero López | Árbitro(s): Melero López |
| Se clasifica el Valencia C. F. con un resultado global de 5:1. |                       |           |                 |                          |                          |

| 16 de diciembre de 2015, 21:00                                 | Málaga C. F. | 0:1 (0:0) | C. D. Mirandés  | La Rosaleda, Málaga             |                                 |
|                                                                |              | Reporte   | Lago Junior 73' | Árbitro(s): Iglesias Villanueva | Árbitro(s): Iglesias Villanueva |
| Se clasifica el C. D. Mirandés con un resultado global de 3:1. |              |           |                 |                                 |                                 |

| 16 de diciembre de 2015, 21:00                                   | Real Sociedad | 1:1 (0:1) | U. D. Las Palmas | Anoeta, San Sebastián          |                                |
|                                                                  | Canales 46'   | Reporte   | Willian José 37' | Árbitro(s): Fernández Borbalán | Árbitro(s): Fernández Borbalán |
| Se clasifica la U. D. Las Palmas con un resultado global de 3:2. |               |           |                  |                                |                                |

| 17 de diciembre de 2015, 20:00                                          | Club Atlético de Madrid | 1:0 (0:0) | C. F. Reus Deportiu | Vicente Calderón, Madrid     |                              |
|                                                                         | Thomas 53'              | Reporte   |                     | Árbitro(s): Undiano Mallenco | Árbitro(s): Undiano Mallenco |
| Se clasifica el Club Atlético de Madrid con un resultado global de 3:1. |                         |           |                     |                              |                              |

| 17 de diciembre de 2015, 20:00                                      | R. C. Celta de Vigo | 1:0 (1:0) | U. D. Almería | Balaídos, Vigo          |                         |
|                                                                     | Wass 41'            | Reporte   |               | Árbitro(s): Jaime Latre | Árbitro(s): Jaime Latre |
| Se clasifica el R. C. Celta de Vigo con un resultado global de 4:1. |                     |           |               |                         |                         |

| 17 de diciembre de 2015, 21:00                                   | Villarreal C. F.            | 2:0 (1:0) | S. D. Huesca | El Madrigal, Villareal           |                                  |
|                                                                  | Trigueros 28' · Soldado 78' | Reporte   |              | Árbitro(s): De Burgos Bengoetxea | Árbitro(s): De Burgos Bengoetxea |
| Se clasifica el Villarreal C. F. con un resultado global de 4:3. |                             |           |              |                                  |                                  |

| 17 de diciembre de 2015, 21:00                                                                   | Granada C. F. | 1:0 (0:0) | C. D. Leganés | Municipal de Los Cármenes, Granada |                         |
|                                                                                                  | El Arabi 68'  | Reporte   |               | Árbitro(s): Mateu Lahoz            | Árbitro(s): Mateu Lahoz |
| Se clasifica el Granada C. F. con un resultado global de 2:2, por la regla del gol de visitante. |               |           |               |                                    |                         |

## Octavos de final

### Equipos clasificados
Dieciséis equipos ganadores de las eliminatorias de 1/16 de final, celebrándose el sorteo de 1/8 de final el 18 de diciembre. 
| - R. C. Deportivo de La Coruña - F. C. Barcelona - Real Betis - R. C. D. Espanyol | - Sevilla F. C. - S. D. Eibar - Athletic Club - Rayo Vallecano | - Valencia C. F. - C. D. Mirandés - U. D. Las Palmas - Cádiz C. F. | - Atlético de Madrid - R.C. Celta de Vigo - Villarreal C. F. - Granada C. F. |

### Ida
| 6 de enero de 2016, 12:00 | Athletic Club                           | 3:2 (0:2) | Villarreal C. F.                | San Mamés, Bilbao      |                        |
|                           | Williams 54' · Aduriz 68' · Laporte 81' | Reporte   | Baptistão 16' · Samu García 38' | Árbitro(s): Clos Gómez | Árbitro(s): Clos Gómez |

| 6 de enero de 2016, 16:00 | Valencia C. F.                                 | 4:0 (2:0) | Granada C. F. | Estadio de Mestalla, Valencia |                         |
|                           | Negredo 8' 63' (pen.) 83' (pen.) · Rodrigo 33' | Reporte   |               | Árbitro(s): Gil Manzano       | Árbitro(s): Gil Manzano |

| 6 de enero de 2016, 16:00 | C. D. Mirandés | 1:1 (1:0) | R. C. Deportivo | Municipal de Anduva, Miranda de Ebro |                             |
|                           | Álex Ortiz 25' | Reporte   | Lopo 73'        | Árbitro(s): Prieto Iglesias          | Árbitro(s): Prieto Iglesias |

| 6 de enero de 2016, 18:15 | Real Betis | 0:2 (0:1) | Sevilla F. C.                    | Estadio Benito Villamarín, Sevilla |                              |
|                           |            | Reporte   | Krohn-Dehli 14' · Krychowiak 49' | Árbitro(s): Del Cerro Grande       | Árbitro(s): Del Cerro Grande |

| 6 de enero de 2016, 20:30 | F. C. Barcelona                        | 4:1 (2:1) | R. C. D. Espanyol | Camp Nou, Barcelona          |                              |
|                           | Messi 12' 44' · Piqué 49' · Neymar 88' | Reporte   | Caicedo 9'        | Árbitro(s): Martínez Munuera | Árbitro(s): Martínez Munuera |

| 6 de enero de 2016, 22:05 | Rayo Vallecano | 1:1 (1:0) | Atlético de Madrid | Campo de fútbol de Vallecas, Madrid |                         |
|                           | Nacho 35'      | Reporte   | Saúl 67'           | Árbitro(s): Jaime Latre             | Árbitro(s): Jaime Latre |

| 7 de enero de 2016, 20:30 | Cádiz C. F. | 0:3 (0:1) | R.C. Celta de Vigo           | Ramón de Carranza, Cádiz     |                              |
|                           |             | Reporte   | Guidetti 25' 79' · Jonny 58' | Árbitro(s): Undiano Mallenco | Árbitro(s): Undiano Mallenco |

| 7 de enero de 2016, 20:30 | S. D. Eibar               | 2:3 (2:1) | U. D. Las Palmas                    | Estadio municipal de Ipurúa, Éibar |                               |
|                           | Hajrović 10' · Berjón 20' | Reporte   | Aythami 16' · Wakaso 60' · Momo 90' | Árbitro(s): Álvarez Izquierdo      | Árbitro(s): Álvarez Izquierdo |

### Vuelta
| 12 de enero de 2016, 20:30                                     | R.C. Deportivo de La Coruña | 0:3 (0:1) | C. D. Mirandés                      | Estadio de Riazor, La Coruña    |                                 |
|                                                                |                             | Reporte   | Provencio 41' 71' · Abdón Prats 55' | Árbitro(s): Hernández Hernández | Árbitro(s): Hernández Hernández |
| Se clasifica el C. D. Mirandés con un resultado global de 4:1. |                             |           |                                     |                                 |                                 |

| 12 de enero de 2016, 20:30                                    | Sevilla F. C.                                  | 4:0 (2:0) | Real Betis | Estadio Ramón Sánchez-Pizjuán, Sevilla |                         |
|                                                               | Reyes 3' · Rami 35' · Gameiro 73' · Kakuta 89' | Reporte   |            | Árbitro(s): Mateu Lahoz                | Árbitro(s): Mateu Lahoz |
| Se clasifica el Sevilla F. C. con un resultado global de 6:0. |                                                |           |            |                                        |                         |

| 13 de enero de 2016, 20:30                                         | R.C. Celta de Vigo               | 2:0 (1:0) | Cádiz C. F. | Estadio de Balaídos, Vigo    |                              |
|                                                                    | Guidetti 36' (pen.) · Dražić 78' | Reporte   |             | Árbitro(s): Sánchez Martínez | Árbitro(s): Sánchez Martínez |
| Se clasifica el R.C. Celta de Vigo con un resultado global de 5:0. |                                  |           |             |                              |                              |

| 13 de enero de 2016, 20:30                                    | Villarreal C. F. | 0:1 (0:1) | Athletic Club | Estadio de la Cerámica, Villarreal |                              |
|                                                               |                  | Reporte   | Williams 20'  | Árbitro(s): Velasco Carballo       | Árbitro(s): Velasco Carballo |
| Se clasifica el Athletic Club con un resultado global de 4:2. |                  |           |               |                                    |                              |

| 13 de enero de 2016, 21:00                                       | U. D. Las Palmas                         | 3:2 (1:0) | S. D. Eibar            | Estadio de Gran Canaria, Las Palmas de Gran Canaria |                           |
|                                                                  | Wakaso 43' · Momo 59' · David García 83' | Reporte   | Ekiza 52' · Enrich 54' | Árbitro(s): Pérez Montero                           | Árbitro(s): Pérez Montero |
| Se clasifica la U. D. Las Palmas con un resultado global de 6:4. |                                          |           |                        |                                                     |                           |

| 13 de enero de 2016, 21:00                                      | R. C. D. Espanyol | 0:2 (0:1) | F. C. Barcelona | Power8 Stadium, Barcelona      |                                |
|                                                                 |                   | Reporte   | Munir 32' 88'   | Árbitro(s): Fernández Borbalán | Árbitro(s): Fernández Borbalán |
| Se clasifica el F. C. Barcelona con un resultado global de 6:1. |                   |           |                 |                                |                                |

| 14 de enero de 2016, 20:00                                     | Granada C. F. | 0:3 (0:1) | Valencia C. F.                               | Nuevo estadio de Los Cármenes, Granada |                               |
|                                                                |               | Reporte   | Zahibo 42' · Alcácer 63' · Piatti 84' (pen.) | Árbitro(s): Estrada Fernández          | Árbitro(s): Estrada Fernández |
| Se clasifica el Valencia C. F. con un resultado global de 7:0. |               |           |                                              |                                        |                               |

| 14 de enero de 2016, 20:30                                              | Atlético de Madrid               | 3:0 (1:0) | Rayo Vallecano | Estadio Vicente Calderón, Madrid |                               |
|                                                                         | Correa 40' · Griezmann 80' 90+1' | Reporte   |                | Árbitro(s): González González    | Árbitro(s): González González |
| Se clasifica el Club Atlético de Madrid con un resultado global de 4:1. |                                  |           |                |                                  |                               |

## Cuartos de final

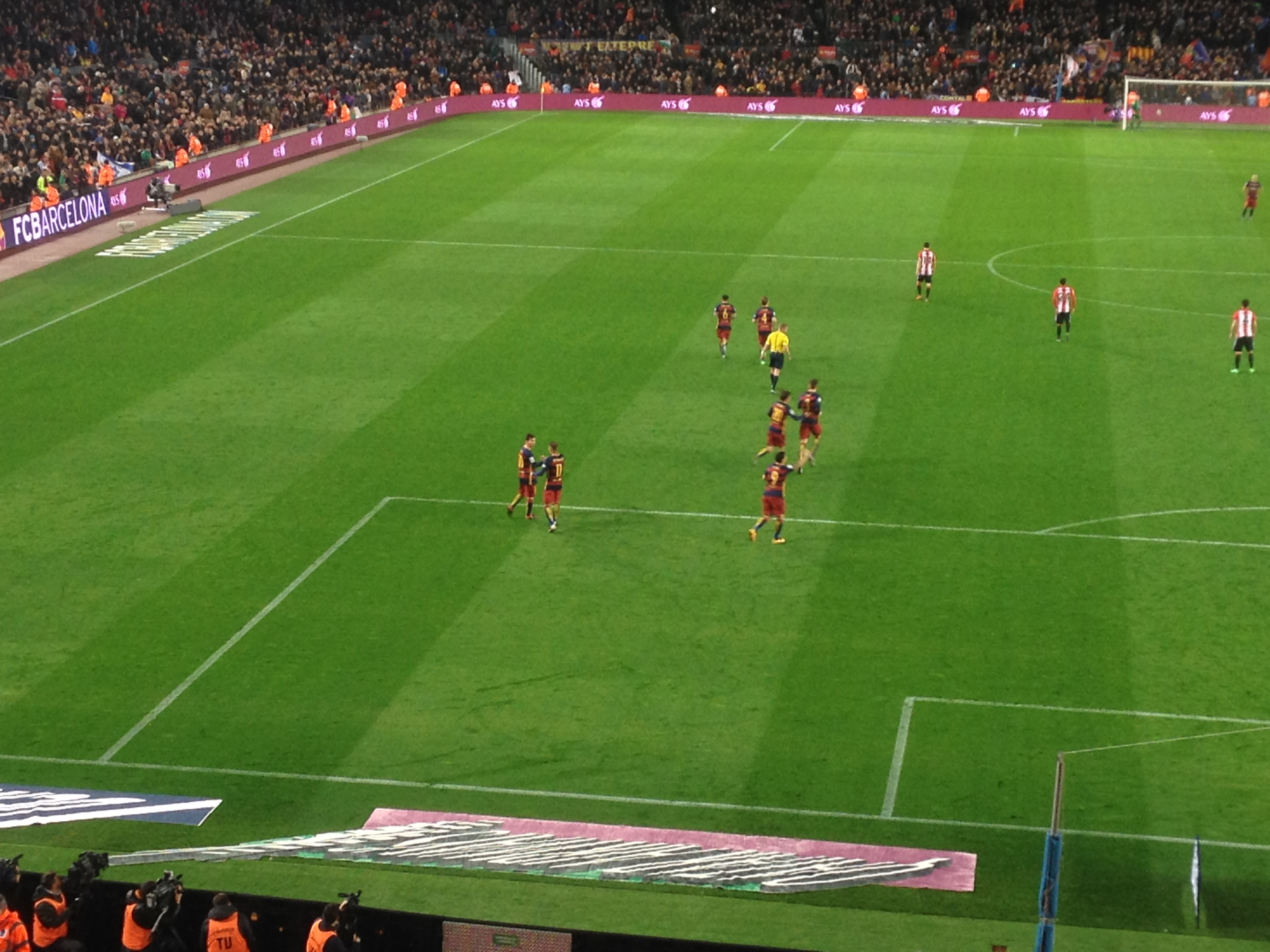
Los jugadores del F. C. Barcelona celebran un gol contra el Athletic Club en el partido de vuelta de cuartos de final.

### Equipos clasificados
Ocho equipos ganadores de las eliminatorias de 1/8 de final, se celebró el sorteo de 1/4 de final el 15 de enero de 2016.
| - Sevilla F. C. - C. D. Mirandés | - R.C. Celta de Vigo - F. C. Barcelona | - Athletic Club - U. D. Las Palmas | - Atlético de Madrid - Valencia C. F. |

### Ida
| 20 de enero de 2016, 20:30 | R. C. Celta de Vigo | 0:0     | Atlético de Madrid | Estadio de Balaídos, Vigo                                     |                                                               |
|                            |                     | Reporte |                    | Asistencia: 17.428 espectadores Árbitro(s): Estrada Fernández | Asistencia: 17.428 espectadores Árbitro(s): Estrada Fernández |

| 20 de enero de 2016, 21:00 | Athletic Club | 1:2 (0:2) | F. C. Barcelona        | Estadio de San Mamés, Bilbao                                  |                                                               |
|                            | Aduriz 89'    | Reporte   | Munir 18' · Neymar 24' | Asistencia: 46.224 espectadores Árbitro(s): González González | Asistencia: 46.224 espectadores Árbitro(s): González González |

| 21 de enero de 2016, 20:00 | Valencia C. F. | 1:1 (0:1) | U. D. Las Palmas  | Estadio de Mestalla, Valencia                                |                                                              |
|                            | Alcácer 60'    | Reporte   | Zahibo 37' (a.g.) | Asistencia: 15.400 espectadores Árbitro(s): Del Cerro Grande | Asistencia: 15.400 espectadores Árbitro(s): Del Cerro Grande |

| 21 de enero de 2016, 21:00 | Sevilla F. C.              | 2:0 (1:0) | C. D. Mirandés | Estadio Ramón Sánchez-Pizjuán, Sevilla                           |                                                                  |
|                            | N'Zonzi 20' · Vitolo 90+4' | Reporte   |                | Asistencia: 25.341 espectadores Árbitro(s): De Burgos Bengoetxea | Asistencia: 25.341 espectadores Árbitro(s): De Burgos Bengoetxea |

### Vuelta
| 27 de enero de 2016, 20:30                                          | Atlético de Madrid         | 2:3 (1:1) | R. C. Celta de Vigo              | Estadio Vicente Calderón, Madrid                        |                                                         |
|                                                                     | Griezmann 29' · Correa 82' | Reporte   | Hernández 22' 64' · Guidetti 56' | Asistencia: 36.852 espectadores Árbitro(s): Mateu Lahoz | Asistencia: 36.852 espectadores Árbitro(s): Mateu Lahoz |
| Se clasifica el R. C. Celta de Vigo con un resultado global de 3:2. |                            |           |                                  |                                                         |                                                         |

| 27 de enero de 2016, 21:30                                      | F. C. Barcelona                       | 3:1 (0:1) | Athletic Club | Camp Nou, Barcelona                                             |                                                                 |
|                                                                 | Suárez 53' · Piqué 81' · Neymar 90+1' | Reporte   | Williams 12'  | Asistencia: 63.405 espectadores Árbitro(s): Hernández Hernández | Asistencia: 63.405 espectadores Árbitro(s): Hernández Hernández |
| Se clasifica el F. C. Barcelona con un resultado global de 5:2. |                                       |           |               |                                                                 |                                                                 |

| 28 de enero de 2016, 20:00                                    | C. D. Mirandés | 0:3 (0:1) | Sevilla F. C.                                  | Estadio municipal de Anduva, Miranda de Ebro               |                                                            |
|                                                               |                | Reporte   | Iborra 9' (pen.) · Juan Muñoz 70' · Coke 90+2' | Asistencia: 4.426 espectadores Árbitro(s): Vicandi Garrido | Asistencia: 4.426 espectadores Árbitro(s): Vicandi Garrido |
| Se clasifica el Sevilla F. C. con un resultado global de 5:0. |                |           |                                                |                                                            |                                                            |

| 28 de enero de 2016, 21:00                                     | U. D. Las Palmas | 0:1 (0:1) | Valencia C. F. | Estadio de Gran Canaria, Las Palmas de Gran Canaria            |                                                                |
|                                                                |                  | Reporte   | Rodrigo 20'    | Asistencia: 18.206 espectadores Árbitro(s): Fernández Borbalán | Asistencia: 18.206 espectadores Árbitro(s): Fernández Borbalán |
| Se clasifica el Valencia C. F. con un resultado global de 2:1. |                  |           |                |                                                                |                                                                |

## Semifinales

### Equipos clasificados
Cuatro equipos ganadores de las eliminatorias de 1/4 de final, se celebró el sorteo de semifinales y la final, el día 29 de enero de 2016.
| - R. C. Celta de Vigo | - F. C. Barcelona | - Sevilla F. C. | - Valencia C. F. |

### Ida
| 3 de febrero de 2016, 21:00 | F. C. Barcelona                           | 7:0 (3:0) | Valencia C. F. | Camp Nou, Barcelona                                             |                                                                 |
|                             | Suárez 7' 12' 83' 88' · Messi 29' 59' 74' | Reporte   |                | Asistencia: 60.635 espectadores Árbitro(s): Iglesias Villanueva | Asistencia: 60.635 espectadores Árbitro(s): Iglesias Villanueva |

| 4 de febrero de 2016, 20:30 | Sevilla F. C.                                | 4:0 (1:0) | R. C. Celta de Vigo | Estadio Ramón Sánchez-Pizjuán, Sevilla                 |                                                        |
|                             | Rami 45' · Gameiro 59' 62' · Krohn-Dehli 87' | Reporte   |                     | Asistencia: 36.659 espectadores Árbitro(s): Clos Gómez | Asistencia: 36.659 espectadores Árbitro(s): Clos Gómez |

### Vuelta
| 10 de febrero de 2016, 21:00                                    | Valencia C. F. | 1:1 (1:0) | F. C. Barcelona | Estadio de Mestalla, Valencia                                |                                                              |
|                                                                 | Negredo 35'    | Reporte   | Kaptoum 85'     | Asistencia: 16.296 espectadores Árbitro(s): Velasco Carballo | Asistencia: 16.296 espectadores Árbitro(s): Velasco Carballo |
| Se clasifica el F. C. Barcelona con un resultado global de 8:1. |                |           |                 |                                                              |                                                              |

| 11 de febrero de 2016, 20:30                                  | R. C. Celta de Vigo | 2:2 (1:0) | Sevilla F. C.                | Estadio de Balaídos, Vigo                                    |                                                              |
|                                                               | Iago Aspas 35' 54'  | Reporte   | Banega 57' · Konoplyanka 84' | Asistencia: 15.201 espectadores Árbitro(s): Martínez Munuera | Asistencia: 15.201 espectadores Árbitro(s): Martínez Munuera |
| Se clasifica el Sevilla F. C. con un resultado global de 6:2. |                     |           |                              |                                                              |                                                              |

## Final
La final de la Copa del Rey 2015-16 tuvo lugar el día 22 de mayo de 2016 en el estadio Vicente Calderón (Madrid) a las 21:30. El Fútbol Club Barcelona jugó como local en el partido, y el Sevilla Fútbol Club de visitante:
| 1     | POR   | Marc-André ter Stegen |      |
| 22    | DEF   | Dani Alves            |      |
| 3     | DEF   | Gerard Piqué          |      |
| 14    | DEF   | Javier Mascherano     |      |
| 18    | DEF   | Jordi Alba            | 120' |
| 4     | MED   | Ivan Rakitić          | 45'  |
| 5     | MED   | Sergio Busquets       |      |
| 8     | MED   | Andrés Iniesta        |      |
| 10    | DEL   | Lionel Messi          |      |
| 9     | DEL   | Luis Suárez           | 57'  |
| 11    | DEL   | Neymar                |      |
| D. T. | D. T. | Luis Enrique          |      |

| 1     | POR   | Sergio Rico         |      |
| 25    | DEF   | Mariano             | 80'  |
| 3     | DEF   | Adil Rami           |      |
| 6     | DEF   | Daniel Carriço      |      |
| 18    | DEF   | Sergio Escudero     |      |
| 4     | MED   | Grzegorz Krychowiak |      |
| 8     | MED   | Vicente Iborra      | 106' |
| 23    | MED   | Coke                |      |
| 19    | MED   | Éver Banega         |      |
| 20    | MED   | Vitolo              |      |
| 9     | DEL   | Kevin Gameiro       |      |
| D. T. | D. T. | Unai Emery          |      |

| 24 | DEF | Jérémy Mathieu    | 45'  |
| 12 | MED | Rafinha Alcántara | 57'  |
| 20 | MED | Sergi Roberto     | 120' |

| 10 | DEL | Yevhen Konoplyanka | 80'  |
| 24 | DEL | Fernando Llorente  | 106' |

| 97' · 120+2' | Jordi Alba Neymar | 1:0 2:0 |

| 87' · 89' · 90' · 90' | Jordi Alba Neymar Dani Alves Andrés Iniesta |

| 73' · 75' · 92' · 90+5' · 102' · 104' · 114' · 120+1' | Adil Rami Vitolo Grzegorz Krychowiak Vicente Iborra Yevhen Konoplyanka Sergio Escudero Kevin Gameiro Daniel Carriço |

| 36' | Javier Mascherano |

| 90+2' · 120+1' | Éver Banega Daniel Carriço |

| Principal  | Del Cerro Grande |
| Asistentes | Yuste Jiménez    |
|            | Alonso Fernández |
| Cuarto     | Gil Manzano      |
| Quinto     | Nevado Rodríguez |

|  |                    |     |     |
|  | Tiros              | 17  | 14  |
|  | Tiros a puerta     | 10  | 2   |
|  | Faltas             | 11  | 31  |
|  | Saques de esquina  | 12  | 11  |
|  | Penaltis           | 0   | 0   |
|  | Fueras de juego    | 4   | 3   |
|  | Posesión del balón | 49% | 51% |

| 1     | POR   | Marc-André ter Stegen |      |
| 22    | DEF   | Dani Alves            |      |
| 3     | DEF   | Gerard Piqué          |      |
| 14    | DEF   | Javier Mascherano     |      |
| 18    | DEF   | Jordi Alba            | 120' |
| 4     | MED   | Ivan Rakitić          | 45'  |
| 5     | MED   | Sergio Busquets       |      |
| 8     | MED   | Andrés Iniesta        |      |
| 10    | DEL   | Lionel Messi          |      |
| 9     | DEL   | Luis Suárez           | 57'  |
| 11    | DEL   | Neymar                |      |
| D. T. | D. T. | Luis Enrique          |      |

| 1     | POR   | Sergio Rico         |      |
| 25    | DEF   | Mariano             | 80'  |
| 3     | DEF   | Adil Rami           |      |
| 6     | DEF   | Daniel Carriço      |      |
| 18    | DEF   | Sergio Escudero     |      |
| 4     | MED   | Grzegorz Krychowiak |      |
| 8     | MED   | Vicente Iborra      | 106' |
| 23    | MED   | Coke                |      |
| 19    | MED   | Éver Banega         |      |
| 20    | MED   | Vitolo              |      |
| 9     | DEL   | Kevin Gameiro       |      |
| D. T. | D. T. | Unai Emery          |      |

| 24 | DEF | Jérémy Mathieu    | 45'  |
| 12 | MED | Rafinha Alcántara | 57'  |
| 20 | MED | Sergi Roberto     | 120' |

| 10 | DEL | Yevhen Konoplyanka | 80'  |
| 24 | DEL | Fernando Llorente  | 106' |

| 97' · 120+2' | Jordi Alba Neymar | 1:0 2:0 |

| 87' · 89' · 90' · 90' | Jordi Alba Neymar Dani Alves Andrés Iniesta |

| 73' · 75' · 92' · 90+5' · 102' · 104' · 114' · 120+1' | Adil Rami Vitolo Grzegorz Krychowiak Vicente Iborra Yevhen Konoplyanka Sergio Escudero Kevin Gameiro Daniel Carriço |

| 36' | Javier Mascherano |

| 90+2' · 120+1' | Éver Banega Daniel Carriço |

| Principal  | Del Cerro Grande |
| Asistentes | Yuste Jiménez    |
|            | Alonso Fernández |
| Cuarto     | Gil Manzano      |
| Quinto     | Nevado Rodríguez |

|  |                    |     |     |
|  | Tiros              | 17  | 14  |
|  | Tiros a puerta     | 10  | 2   |
|  | Faltas             | 11  | 31  |
|  | Saques de esquina  | 12  | 11  |
|  | Penaltis           | 0   | 0   |
|  | Fueras de juego    | 4   | 3   |
|  | Posesión del balón | 49% | 51% |

| 1     | POR   | Marc-André ter Stegen |      |
| 22    | DEF   | Dani Alves            |      |
| 3     | DEF   | Gerard Piqué          |      |
| 14    | DEF   | Javier Mascherano     |      |
| 18    | DEF   | Jordi Alba            | 120' |
| 4     | MED   | Ivan Rakitić          | 45'  |
| 5     | MED   | Sergio Busquets       |      |
| 8     | MED   | Andrés Iniesta        |      |
| 10    | DEL   | Lionel Messi          |      |
| 9     | DEL   | Luis Suárez           | 57'  |
| 11    | DEL   | Neymar                |      |
| D. T. | D. T. | Luis Enrique          |      |

| 1     | POR   | Sergio Rico         |      |
| 25    | DEF   | Mariano             | 80'  |
| 3     | DEF   | Adil Rami           |      |
| 6     | DEF   | Daniel Carriço      |      |
| 18    | DEF   | Sergio Escudero     |      |
| 4     | MED   | Grzegorz Krychowiak |      |
| 8     | MED   | Vicente Iborra      | 106' |
| 23    | MED   | Coke                |      |
| 19    | MED   | Éver Banega         |      |
| 20    | MED   | Vitolo              |      |
| 9     | DEL   | Kevin Gameiro       |      |
| D. T. | D. T. | Unai Emery          |      |

| 24 | DEF | Jérémy Mathieu    | 45'  |
| 12 | MED | Rafinha Alcántara | 57'  |
| 20 | MED | Sergi Roberto     | 120' |

| 10 | DEL | Yevhen Konoplyanka | 80'  |
| 24 | DEL | Fernando Llorente  | 106' |

| 97' · 120+2' | Jordi Alba Neymar | 1:0 2:0 |

| 87' · 89' · 90' · 90' | Jordi Alba Neymar Dani Alves Andrés Iniesta |

| 73' · 75' · 92' · 90+5' · 102' · 104' · 114' · 120+1' | Adil Rami Vitolo Grzegorz Krychowiak Vicente Iborra Yevhen Konoplyanka Sergio Escudero Kevin Gameiro Daniel Carriço |

| 36' | Javier Mascherano |

| 90+2' · 120+1' | Éver Banega Daniel Carriço |

| Principal  | Del Cerro Grande |
| Asistentes | Yuste Jiménez    |
|            | Alonso Fernández |
| Cuarto     | Gil Manzano      |
| Quinto     | Nevado Rodríguez |

|  |                    |     |     |
|  | Tiros              | 17  | 14  |
|  | Tiros a puerta     | 10  | 2   |
|  | Faltas             | 11  | 31  |
|  | Saques de esquina  | 12  | 11  |
|  | Penaltis           | 0   | 0   |
|  | Fueras de juego    | 4   | 3   |
|  | Posesión del balón | 49% | 51% |

| 1     | POR   | Marc-André ter Stegen |      |
| 22    | DEF   | Dani Alves            |      |
| 3     | DEF   | Gerard Piqué          |      |
| 14    | DEF   | Javier Mascherano     |      |
| 18    | DEF   | Jordi Alba            | 120' |
| 4     | MED   | Ivan Rakitić          | 45'  |
| 5     | MED   | Sergio Busquets       |      |
| 8     | MED   | Andrés Iniesta        |      |
| 10    | DEL   | Lionel Messi          |      |
| 9     | DEL   | Luis Suárez           | 57'  |
| 11    | DEL   | Neymar                |      |
| D. T. | D. T. | Luis Enrique          |      |

| 1     | POR   | Sergio Rico         |      |
| 25    | DEF   | Mariano             | 80'  |
| 3     | DEF   | Adil Rami           |      |
| 6     | DEF   | Daniel Carriço      |      |
| 18    | DEF   | Sergio Escudero     |      |
| 4     | MED   | Grzegorz Krychowiak |      |
| 8     | MED   | Vicente Iborra      | 106' |
| 23    | MED   | Coke                |      |
| 19    | MED   | Éver Banega         |      |
| 20    | MED   | Vitolo              |      |
| 9     | DEL   | Kevin Gameiro       |      |
| D. T. | D. T. | Unai Emery          |      |

| 24 | DEF | Jérémy Mathieu    | 45'  |
| 12 | MED | Rafinha Alcántara | 57'  |
| 20 | MED | Sergi Roberto     | 120' |

| 10 | DEL | Yevhen Konoplyanka | 80'  |
| 24 | DEL | Fernando Llorente  | 106' |

| 97' · 120+2' | Jordi Alba Neymar | 1:0 2:0 |

| 87' · 89' · 90' · 90' | Jordi Alba Neymar Dani Alves Andrés Iniesta |

| 73' · 75' · 92' · 90+5' · 102' · 104' · 114' · 120+1' | Adil Rami Vitolo Grzegorz Krychowiak Vicente Iborra Yevhen Konoplyanka Sergio Escudero Kevin Gameiro Daniel Carriço |

| 36' | Javier Mascherano |

| 90+2' · 120+1' | Éver Banega Daniel Carriço |

| Principal  | Del Cerro Grande |
| Asistentes | Yuste Jiménez    |
|            | Alonso Fernández |
| Cuarto     | Gil Manzano      |
| Quinto     | Nevado Rodríguez |

|  |                    |     |     |
|  | Tiros              | 17  | 14  |
|  | Tiros a puerta     | 10  | 2   |
|  | Faltas             | 11  | 31  |
|  | Saques de esquina  | 12  | 11  |
|  | Penaltis           | 0   | 0   |
|  | Fueras de juego    | 4   | 3   |
|  | Posesión del balón | 49% | 51% |

|                 |
|                 |
| Campeón         |
| F. C. Barcelona |
| 28.º título     |